# 왕일
왕일(王逸, ? ~ ?)은 후한 중기의 문장가로, 자는 숙사(叔師)이며 남군 의성현(宜城縣) 사람이다.

## 행적
원초 연간에 상계리(上計吏)에 천거되었고, 교서랑(校書郞)에 임명되었다. 순제 때 시중(侍中)이 되었다. 《초사장구》(楚辭章句)를 지어 세상어 전하였고, 부(賦)·뇌(誄)·서(書)·논(論) 등을 지어 21편에 달했다. 또 《한시》(漢詩) 123편을 지었다.
아들 왕연수 또한 문학으로 명성이 있었으나, 일찍 죽었다.

## 출전
- 범엽, 《후한서》 권80상 문원열전 上

## 같이 보기
- 부 (문학)
- 유안 (회남왕)
- 유향 (전한)
- 송옥
- 굴원